# 天高一
天高一，即金牛座ι（ι Tau，ι Tauri）是一颗位于金牛座的恒星，它是疏散星团毕宿星团的边远成员，距离地球约163光年。
天高一是一颗A-型白色主序星，视星等为+4.62。
在中国古代星官系统中，天高一属于西方白虎七宿中毕宿的星官天高第一星，这也是天高一名字的来由。